# Hochkirchliche St.-Johannes-Bruderschaft

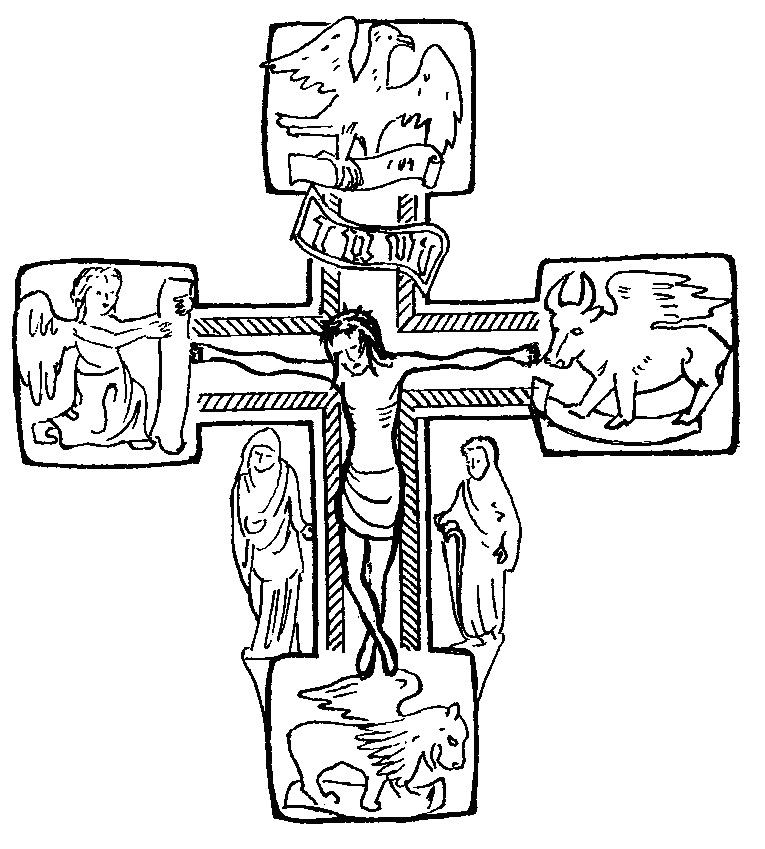
Elisabethkreuz. Seit 1983 Zeichen der Hochkirchlichen St.-Johannes-Bruderschaft (SJB)

Die Hochkirchliche St.-Johannes-Bruderschaft (SJB) ist Teil der Hochkirchlichen Bewegung.

## Geschichte
Die Bruderschaft ging 1929 aus der Hochkirchlichen Vereinigung Augsburgischen Bekenntnisses hervor und trug zuerst den Namen Evangelisch-Katholische Eucharistische Gemeinschaft (EKEG). Unter dem 1. Vorsitzenden der Hochkirchlichen Vereinigung, Prof. Dr. Friedrich Heiler öffnete sich die ursprünglich vom lutherischen Konfessionalismus geprägte Gemeinschaft nach 1927 der Evangelischen Katholizität. Der Begriff der Evangelischen Katholizität von dem schwedischen Erzbischof Nathan Söderblom wurde das theologische Leitbild. Mit großer Intensität wurden von Anfang an alle ökumenischen Impulse der 1920er Jahre aufgenommen (Lausanner Kirchenkonferenz 1927, Faith and Order, Franziskanische Frömmigkeit (Paul Sabatier)). Man versuchte dabei, den landeskirchlichen Provinzialismus zu überwinden, indem zahlreiche persönliche Kontakte zu prominenten Kirchenvertretern im Ausland geschlossen wurden (ökumenische Una-Sancta-Arbeit, Max Josef Metzgers Verbindung beispielsweise zum Gründer der Schwedischen Hochkirchlichen Bewegung P. Gunnar Rosendal). Es bestanden ebenfalls enge Kontakte zu Amtsträgern und Gliedern der katholisch-apostolischen Gemeinden.
1930 bat die Gemeinschaft ihren Vorsteher, Prof. Dr. Friedrich Heiler, sich durch Bischof Gaston Vigué von der Gallikanischen Kirche aus Südfrankreich und Bischof Gustav Adolf Glinz die Vollmacht zum Amt des Apostolischen Vorstehers der Bruderschaft (Bischofs) übertragen zu lassen; damit ordnete sich die Gemeinschaft in die weltweite Apostolische Sukzession ein, deren Weihelinie auf das Syrische-Orthodoxe Patriarchat von Antiochien zurückgeht. Mit diesem Schritt wollte sich die Gemeinschaft zur Kontinuität der Kirche zu allen Zeiten und allerorten bekennen. Die ökumenischen Kontakte führten unter dem Nazi-Regime zuerst zur Entfernung Friedrich Heilers aus seiner Professur in München (1934), zum Verbot der Zeitschriften (1937) und schließlich zum Verbot der Bruderschaft (1938). Während des gesamten Zweiten Weltkrieges fanden weiter regelmäßige Treffen (sogenannte Hochkirchentage) im Geheimen statt. 1947 wurde die Gemeinschaft neu gegründet als Evangelisch-ökumenische St.-Johannes-Bruderschaft und 1975 erneut umbenannt in Hochkirchliche St.-Johannes-Bruderschaft.
1948 bis 1990 existierte sie im Raum der DDR unter dem Namen Johannesbruderschaft weiter unter dem Schutz der Evangelischen Kirchen der DDR. 1990 bis 1993 kam es zur Wiedervereinigung mit dem Teil der Bruderschaft im Westen (BRD und Rep. Österreich). 1947 bis 1999 begleitete die Bruderschaft durch Aufsätze und Artikel einzelner Glieder sowohl Ökumenische Initiativen (1983: Augustana-Jubiläum, 1999: Gemeinsame Erklärung zur Rechtfertigungslehre [GER]) als auch liturgische Entwicklungen (2000: Evangelisches Gottesdienstbuch [EGB]).
Zur Hochkirchlichen St.-Johannes-Bruderschaft gehören heute rund einhundert Glieder (35 % Frauen, 65 % Männer) in Deutschland, in den Niederlanden, in Österreich und in Tschechien. Sie sind mehrheitlich Glieder Evangelischer Landeskirchen. Andere sind Glieder der römisch-katholischen Kirche, der Selbständigen Evangelisch-Lutherischen Kirche (SELK) oder einer anderen Konfession.
Der Aufnahme in die Bruderschaft geht ein mindestens zweijähriges Noviziat voraus. Konrad +Innocenz Schrieder, Hamm, ist zurzeit der Apostolische Vorsteher in bischöflicher apostolischer Sukzession. Öffentlich präsent ist die Bruderschaft auf Kirchentagen (Deutscher Evangelischer Kirchentag, Deutscher Katholikentag, Ökumenischer Kirchentag) sowie auf ökumenischen Veranstaltungen, wie der St.-Ansgar-Vesper in Hamburg; sie ist Mitglied des Treffens Geistlicher Gemeinschaften (TGG) und wird in der Liste der Geistlichen Gemeinschaften der EKD geführt.

## Wirkungsgeschichte
Vielfältige Anstöße zur Gründung von Orden und Bruderschaften gingen immer wieder von der SJB (ebenso von der mit ihr verbundenen Hochkirchlichen Vereinigung) aus:
- 1920: Hochkirchenorden
- 1924: Societas Pastorum de Bono Pastore
- 1926: Evangelischer Humiliatenorden
- 1927: Evangelische Franziskaner-Tertiaren
- 1935: Bruderschaft vom Göttlichen Wort
- 1938: Phoebe-Schwesternschaft
- 1938: St.-Stephanus-Bruderschaft
- 1975: Societas Sancti Wunibaldi
- 1997: Hochkirchlicher Konvent Sachsen
- 2007: Altkirchlicher-Augustinus-Convent Berlin

Nahestehende Gemeinschaften sind:
- Apostolat St. Ansgar
- St.-Athanasius-Bruderschaft
- Bund für Evangelisch-Katholische Einheit
- St.-Jakobus-Bruderschaft
- Arbeitsgemeinschaft Kirchliche Erneuerung in Bayern (AKE)
- Evangelische Michaelsbruderschaft
- Bruderschaft vom gemeinsamen Leben
- Schweizer Diakonieverein, Brüder vom Gemeinsamen Leben
- Evangelische Marienschwestern Darmstadt

## Ziele
- Eucharistische Frömmigkeit:

Wie die Alte Kirche und Luther sieht die Bruderschaft in der Eucharistie/Abendmahl die wirksame Gegenwart Jesu Christi und seiner rettenden Kraft und zugleich die vorwegnehmende Verkörperung der vollendeten Koinonia (Gemeinschaft) durch ihn und in ihm, die die Annahme des Evangeliums durch den Glauben innerweltlich erfahrbar macht. In der Bruderschaft wird die Eucharistie in der leibhaftigen Liturgiesprache, die sich aus dem gemeinchristlichen (katholischen) Erbe herleitet, gefeiert. Angestrebt wird die Feier des unverkürzten eucharistischen Gottesdienstes in allen Gemeinden an jedem Sonntag.
- Privatbeichte:

Aus der Neubelebung dieses Sakraments erhofft sich die Bruderschaft eine Erneuerung der evangelischen Gemeinden.
- Firmung:

Als sakramentales Zeichen aus der Tradition der Gesamtkirche wird die Versiegelung zum geistlichen Leben geübt.
- Apostolische Sukzession:

Die Bruderschaft versteht sie als Zeichen der Einheit aller Kirchen und als Zeichen personal verantworteter Episkope (geistliches Wächteramt).
- Dreifaches (Siebenfaches) Kirchliches Amt:

In ihm verkörpert sich traditionell die vielfältige Dienstgemeinschaft aller Glieder am Leib Christi, gerade auch im Gottesdienst.
- Spiritualität:

Geübt werden die exercitia spiritualia, wie sie mittlerweile von vielen anderen für die Evangelische Kirche wiederentdeckt wurden: Stundengebet, Exerzitien und im Anschluss an klösterliches Leben ein einfacher Lebensstil.
- Ökumenische Einheit:

Unter dem Leitbild der Einen Heiligen Kirche arbeitet die Bruderschaft für die Wiedervereinigung der gespaltenen Christenheit im Glauben und in der Liebe, am Altar und unter der Leitung von Bischöfen in apostolischer Sukzession. Entsprechend engagiert sie sich für die praktische Ökumene, so auch im gottesdienstlichen Leben.
- Evangelische Katholizität:

Sie ist für die Bruderschaft der Leitbegriff, der alle genannten Ziele in sich fasst.

## Äußere Zeichen
- Bruderschaftsname
- silbernes Elisabethkreuz vom Kloster Andechs (seit 1983)
- weißes Kapuzen-Gewand (seit 2002)